# Tadeusz Willan
Tadeusz Siegfried Willan (ur. 15 października 1932 w Krutyni, zm. 17 kwietnia 2018 w Olsztynie) – mazurski pisarz, dziennikarz i działacz społeczny, założyciel oraz redaktor naczelny „Masurische Storchenpost”, przewodniczący Stowarzyszenia Mazurskiego.

## Życiorys
Pracę dziennikarza rozpoczynał w „Sztandarze Młodych” oraz warszawskiej i krakowskiej prasie wojskowej. W 1954 uzyskał zatrudnienie w „Gazecie Olsztyńskiej”, gdzie pracował do 1977. Od tego czasu przez trzynaście lat stał na czele redakcji czasopisma „Warmia i Mazury”. W 1978 ukończył studia na Wydziale Dziennikarstwa i Nauk Politycznych Uniwersytetu Warszawskiego.
Opublikował liczne reportaże o tematyce mazurskiej (ich zbiór pod tytułem Nienawiść i pajda chleba wydano w 1968 nakładem Wydawnictwa Pojezierze), powieści oraz tłumaczenia. Był autorem kilkunastu baśni mazurskich – część z nich ukazała się w wydanym w 1969 Nowym kiermaszu bajek.
W 1979 opublikował w Wydawnictwie Pojezierze reportaż historyczny Droga przez morze, ukazujący tragiczną ewakuację ludności cywilnej z Prus Wschodnich na przełomie lat 1944 i 1945. Była to jedna z pierwszych publikacji w powojennej Polsce naświetlająca dramat wypędzeń i przymusowych przesiedleń.
U progu transformacji ustrojowej związał się z mniejszością niemiecką na Mazurach, zostając redaktorem odpowiedzialnym miesięcznika „Masurische Storchenpost” (pol. „Mazurska Poczta Bociania”). Założył oraz stał na czele Stowarzyszenia Mazurskiego.
Od 1954 pozostawał członkiem Stowarzyszenia Dziennikarzy Polskich. Został członkiem Stowarzyszenia Dziennikarzy Rzeczypospolitej Polskiej, gdzie pełnił rolę m.in. członka zarządu oddziału i rzecznika dyscyplinarnego. W 2000 został przewodniczącym oddziału warmińsko-mazurskiego SDRP.
Został odznaczony Krzyżem Kawalerskim (1969) oraz Oficerskim (1978) Orderu Odrodzenia Polski. W 2014 otrzymał Krzyżem Zasługi na wstędze Orderu Zasługi Republiki Federalnej Niemiec.
Zmarł 17 kwietnia 2018 w Olsztynie. 20 kwietnia 2018 po nabożeństwie pogrzebowym w kościele ewangelickim w Mrągowie, został pochowany na cmentarzu w Krutyni.

## Wybrane utwory
- Nienawiść i pajda chleba (1968, Wydawnictwo Pojezierze)
- Szukanie obrazu (1970, Wydawnictwo Pojezierze)
- Jons i Erdme i inne opowieści (przekład prozy Hermanna Sudermanna, w oryginale Litauische Geschichten, 1976, Wydawnictwo Pojezierze)
- Droga przez morze (1979, Wydawnictwo Pojezierze)
- ...by światło, które jest w tobie nie stało się ciemnością (1981, Wydawnictwo Pojezierze).